# جام آمریکای مرکزی کونکاکاف ۲۰۲۵
جام آمریکای مرکزی کونکاکاف ۲۰۲۵ سومین دوره از جام آمریکای مرکزی کونکاکاف، مسابقات بین‌المللی فوتبال باشگاهی سالانه سطح اول در منطقه آمریکای مرکزی است. این مسابقات توسط باشگاه‌هایی که انجمن‌های فوتبال آنها وابسته به اتحادیه فوتبال آمریکای مرکزی (اونکاف)، یک زیرمجموعه کونکاکاف، برگزار شد.
قهرمان جام آمریکای مرکزی کونکاکاف ۲۰۲۵ به مرحله یک‌هشتم نهایی جام قهرمانان کونکاکاف ۲۰۲۶ راه می‌یابد، در حالی که تیم‌های دوم تا ششم در همان رقابت‌ها به مرحله مقدماتی راه می‌یابند.

## تیم‌ها
بیست تیم از هفت فدراسیون عضو اونکاف بر اساس نتایج لیگ‌های داخلی خود به این مسابقات راه یافتند. هجده سهمیه توسط کونکاکاف از پیش تعیین شده است و دو سهمیه باقی مانده به کاستاریکا و نیکاراگوئه به عنوان انجمن‌های ملی که باشگاه‌هایشان در دوره قبلی مسابقات فینالیست بودند، اعطا شد. تخصیص سهمیه برای این دوره به شرح زیر بود:
- کاستاریکا: ۳+۱ سهمیه
- السالوادور، گواتمالا، هندوراس و پاناما: ۳ سهمیه
- نیکاراگوئه: ۲+۱ سهمیه
- بلیز: ۱ سهمیه

| فدراسیون             | تیم                  | نحوه صلاحیت                                                                                                  |
| -------------------- | -------------------- | --- |
| بلیز (۱ سهمیه)       | وردس                 | قهرمان مسابقات لیگ برتر ۲۵–۲۰۲۴ (اختتامیه ۲۰۲۵) با رکورد بهتر در جدول مجموع                                  |
| کاستاریکا (۴ سهمیه)  | هردیانو              | قهرمان آپرتورا و کلاسورا لیگ برتر کاستاریکا ۲۶–۲۰۲۵                                                          |
| کاستاریکا (۴ سهمیه)  | آلاخولنسه            | تیم برتر جدول مجموع لیگ برتر کاستاریکا ۲۴–۲۰۲۳ که هنوز صعود نکرده است                                        |
| کاستاریکا (۴ سهمیه)  | ساپریسا              | دومین تیم برتر جدول مجموع لیگ برتر کاستاریکا ۲۴–۲۰۲۳ که هنوز صعود نکرده است                                  |
| کاستاریکا (۴ سهمیه)  | کارتاگینیس           | سومین تیم برتر جدول مجموع لیگ برتر کاستاریکا ۲۴–۲۰۲۳ که هنوز صعود نکرده است                                  |
| السالوادور (۳ سهمیه) | هرکولس               | قهرمان لیگ بتر آپرتورا ۲۵–۲۰۲۴                                                                               |
| السالوادور (۳ سهمیه) | آلیانسا              | قهرمان لیگ برتر کلاسورا ۲۵–۲۰۲۴                                                                              |
| السالوادور (۳ سهمیه) | آگویلا               | تیم برتر جدول مجموع لیگ برتر السالوادور ۲۵–۲۰۲۴ که هنوز صعود نکرده است                                       |
| گواتمالا (۳ سهمیه)   | شلاهو                | قهرمان مسابقات آپرتورا لیگ ملی گواتمالا ۲۵–۲۰۲۴                                                              |
| گواتمالا (۳ سهمیه)   | آنتیگوا              | قهرمان مسابقات کلاسورا لیگ ملی گواتمالا ۲۵–۲۰۲۴                                                              |
| گواتمالا (۳ سهمیه)   | مونیسیپال            | تیم برتر جدول مجموع لیگ ملی گواتمالا ۲۵–۲۰۲۴ که هنوز صعود نکرده است                                          |
| هندوراس (۳ سهمیه)    | موتاگوا              | قهرمان آپرتورا لیگ ملی هندوراس ۲۵–۲۰۲۴                                                                       |
| هندوراس (۳ سهمیه)    | المپیا               | قهرمان کلاسورا لیگ ملی هندوراس ۲۵–۲۰۲۴                                                                       |
| هندوراس (۳ سهمیه)    | رئال اسپانیا         | تیم برتر جدول مجموع لیگ ملی هندوراس ۲۵–۲۰۲۴ که هنوز صعود نکرده است                                           |
| نیکاراگوئه (۳ سهمیه) | دیریانگن             | قهرمان آپرتورا لیگ برتر نیکاراگوئه ۲۵–۲۰۲۴                                                                   |
| نیکاراگوئه (۳ سهمیه) | ماناگوا              | قهرمان کلاسورا لیگ برتر نیکاراگوئه ۲۵–۲۰۲۴                                                                   |
| نیکاراگوئه (۳ سهمیه) | رئال استیلی          | تیم برتر جدول مجموع لیگ برتر نیکاراگوئه ۲۵–۲۰۲۴ که هنوز صعود نکرده است                                       |
| پاناما (۳ سهمیه)     | ایندپندینته          | قهرمان مسابقات کلاسورا لیگ پاناما ۲۰۲۴                                                                       |
| پاناما (۳ سهمیه)     | پلازا آمادور         | قهرمان مسابقات آپرتورا لیگ پاناما ۲۰۲۵                                                                       |
| پاناما (۳ سهمیه)     | اسپورتینگ سن میگلیتو | تیم برتر جدول مجموع مسابقات کلاسورا لیگ پاناما ۲۰۲۴ و مسابقات آپرتورا لیگ پاناما ۲۰۲۵ که هنوز صعود نکرده است |

## قرعه کشی
قرعه‌کشی مرحله گروهی در ۸ ژوئن ۲۰۲۳، ساعت ۱۸:۳۰ به وقت شرق آمریکا (یوتی‌سی ۴:۰۰-)، در میامی، فلوریدا، ایالات متحده برگزار شد. ۲۰ تیم حاضر پیش از این بر اساس رتبه‌بندی باشگاه‌های کونکاکاف خود تا ۲ ژوئن ۲۰۲۵، در پنج گلدان چهار تیمی قرار گرفته بودند.
| تیم       | رتبه |
| --------- | ---- |
| هردیانو   | ۴۰   |
| آلاخولنسه | ۴۶   |
| المپیا    | ۴۸   |
| ساپریسا   | ۵۲   |

| تیم       | رتبه |
| --------- | ---- |
| آنتیگوا   | ۵۴   |
| موتاگوا   | ۵۵   |
| مونیسیپال | ۵۶   |
| شلاهو     | ۶۰   |

| تیم          | رتبه |
| ------------ | ---- |
| پلازا آمادور | ۶۱   |
| کارتاگینیس   | ۶۲   |
| رئال اسپانیا | ۶۳   |
| رئال استیلی  | ۶۶   |

| تیم                  | رتبه |
| -------------------- | ---- |
| ایندپندینته          | ۶۸   |
| اسپورتینگ سن میگلیتو | ۷۴   |
| آگویلا               | ۸۳   |
| آلیانسا              | ۸۸   |

| تیم      | رتبه |
| -------- | ---- |
| دیریانگن | ۹۶   |
| ماناگوا  | ۱۲۱  |
| هرکولس   | ۱۳۷  |
| وردس     | ۱۸۶  |

برای مرحله گروهی، ۲۰ تیم به چهار گروه پنج تیمی (گروه‌های A تا D) تقسیم شدند که شامل یک تیم از هر پنج گلدان بود. تیم‌های گلدان ۱ ابتدا قرعه‌کشی شدند و در جایگاه اول گروه خود قرار گرفتند و از گروه A تا گروه D شروع کردند. همین روال برای تیم‌های گلدان‌های ۲، ۳، ۴ و ۵ نیز دنبال شد و آنها به ترتیب در جایگاه‌های ۲، ۳، ۴ و ۵ در گروهی که به آن کشیده شده بودند، قرار گرفتند. هر گروه نباید بیش از دو باشگاه از یک فدراسیون ملی داشته باشد.

## برنامه
برنامه مسابقات به شرح زیر بود:
| مرحله       | دور                 | بازی رفت      | بازی برگشت           |
| ----------- | ------------------- | ------------- | -------------------- |
| مرحله گروهی | هفته ۱              | ۲۹–۳۱ ژوئیه   | ۲۹–۳۱ ژوئیه          |
| مرحله گروهی | هفته ۲              | ۵–۷ اوت       | ۵–۷ اوت              |
| مرحله گروهی | هفته ۳              | ۱۲–۱۴ اوت     | ۱۲–۱۴ اوت            |
| مرحله گروهی | هفته ۴              | ۱۹–۲۱ اوت     | ۱۹–۲۱ اوت            |
| مرحله گروهی | هفته ۵              | ۲۶–۲۸ اوت     | ۲۶–۲۸ اوت            |
| مرحله حذفی  | یک‌چهارم نهایی       | ۲۳–۲۵ سپتامبر | ۳۰ سپتامبر – ۲ اکتبر |
| مرحله حذفی  | نیمه نهایی و پلی آف | ۲۱–۲۳ اکتبر   | ۲۸–۳۰ اکتبر          |
| مرحله حذفی  | فینال               | ۲۵–۲۷ نوامبر  | ۲–۴ دسامبر           |

## مرحله گروهی
در مرحله گروهی، هر گروه به نوبت‌گردشی برگزار شد و تیم‌ها یک بار با یکدیگر بازی کردند که در مجموع چهار مسابقه برای هر تیم (دو مسابقه خانگی و دو مسابقه خارج از خانه) برگزار شد. تیم‌های اول و دوم هر گروه به مرحله یک‌چهارم نهایی مرحله حذفی راه پیدا کردند.

### گروه A
| تیم          | بازی | برد | تساوی | باخت | گل‌زده | گل‌خورده | تفاضل‌گل | امتیاز |
| ------------ | ---- | --- | ----- | ---- | ----- | ------- | ------- | ------ |
| آنتیگوا      | ۰    | ۰   | ۰     | ۰    | ۰     | ۰       | ۰       | ۰      |
| آلاخولنسه    | ۰    | ۰   | ۰     | ۰    | ۰     | ۰       | ۰       | ۰      |
| پلازا آمادور | ۰    | ۰   | ۰     | ۰    | ۰     | ۰       | ۰       | ۰      |
| آلیانسا      | ۰    | ۰   | ۰     | ۰    | ۰     | ۰       | ۰       | ۰      |
| ماناگوا      | ۰    | ۰   | ۰     | ۰    | ۰     | ۰       | ۰       | ۰      |

### گروه B
| تیم                  | بازی | برد | تساوی | باخت | گل‌زده | گل‌خورده | تفاضل‌گل | امتیاز |
| -------------------- | ---- | --- | ----- | ---- | ----- | ------- | ------- | ------ |
| هردیانو              | ۰    | ۰   | ۰     | ۰    | ۰     | ۰       | ۰       | ۰      |
| مونیسیپال            | ۰    | ۰   | ۰     | ۰    | ۰     | ۰       | ۰       | ۰      |
| رئال اسپانیا         | ۰    | ۰   | ۰     | ۰    | ۰     | ۰       | ۰       | ۰      |
| اسپورتینگ سن میگلیتو | ۰    | ۰   | ۰     | ۰    | ۰     | ۰       | ۰       | ۰      |
| دیریانگن             | ۰    | ۰   | ۰     | ۰    | ۰     | ۰       | ۰       | ۰      |

### گروه C
| تیم         | بازی | برد | تساوی | باخت | گل‌زده | گل‌خورده | تفاضل‌گل | امتیاز |
| ----------- | ---- | --- | ----- | ---- | ----- | ------- | ------- | ------ |
| موتاگوا     | ۰    | ۰   | ۰     | ۰    | ۰     | ۰       | ۰       | ۰      |
| ساپریسا     | ۰    | ۰   | ۰     | ۰    | ۰     | ۰       | ۰       | ۰      |
| ایندپندینته | ۰    | ۰   | ۰     | ۰    | ۰     | ۰       | ۰       | ۰      |
| کارتاگینیس  | ۰    | ۰   | ۰     | ۰    | ۰     | ۰       | ۰       | ۰      |
| وردس        | ۰    | ۰   | ۰     | ۰    | ۰     | ۰       | ۰       | ۰      |

### گروه D
| تیم         | بازی | برد | تساوی | باخت | گل‌زده | گل‌خورده | تفاضل‌گل | امتیاز |
| ----------- | ---- | --- | ----- | ---- | ----- | ------- | ------- | ------ |
| المپیا      | ۰    | ۰   | ۰     | ۰    | ۰     | ۰       | ۰       | ۰      |
| شلاهو       | ۰    | ۰   | ۰     | ۰    | ۰     | ۰       | ۰       | ۰      |
| رئال استیلی | ۰    | ۰   | ۰     | ۰    | ۰     | ۰       | ۰       | ۰      |
| آگویلا      | ۰    | ۰   | ۰     | ۰    | ۰     | ۰       | ۰       | ۰      |
| هرکولس      | ۰    | ۰   | ۰     | ۰    | ۰     | ۰       | ۰       | ۰      |

## نکات
1. ↑  در ابتدا قرار بود اونس دپورتیوو در این مسابقات شرکت کند. با این حال، این تیم به دلیل خریداری شدن و تغییر مکان منحل شد.